# Elvis has left the building

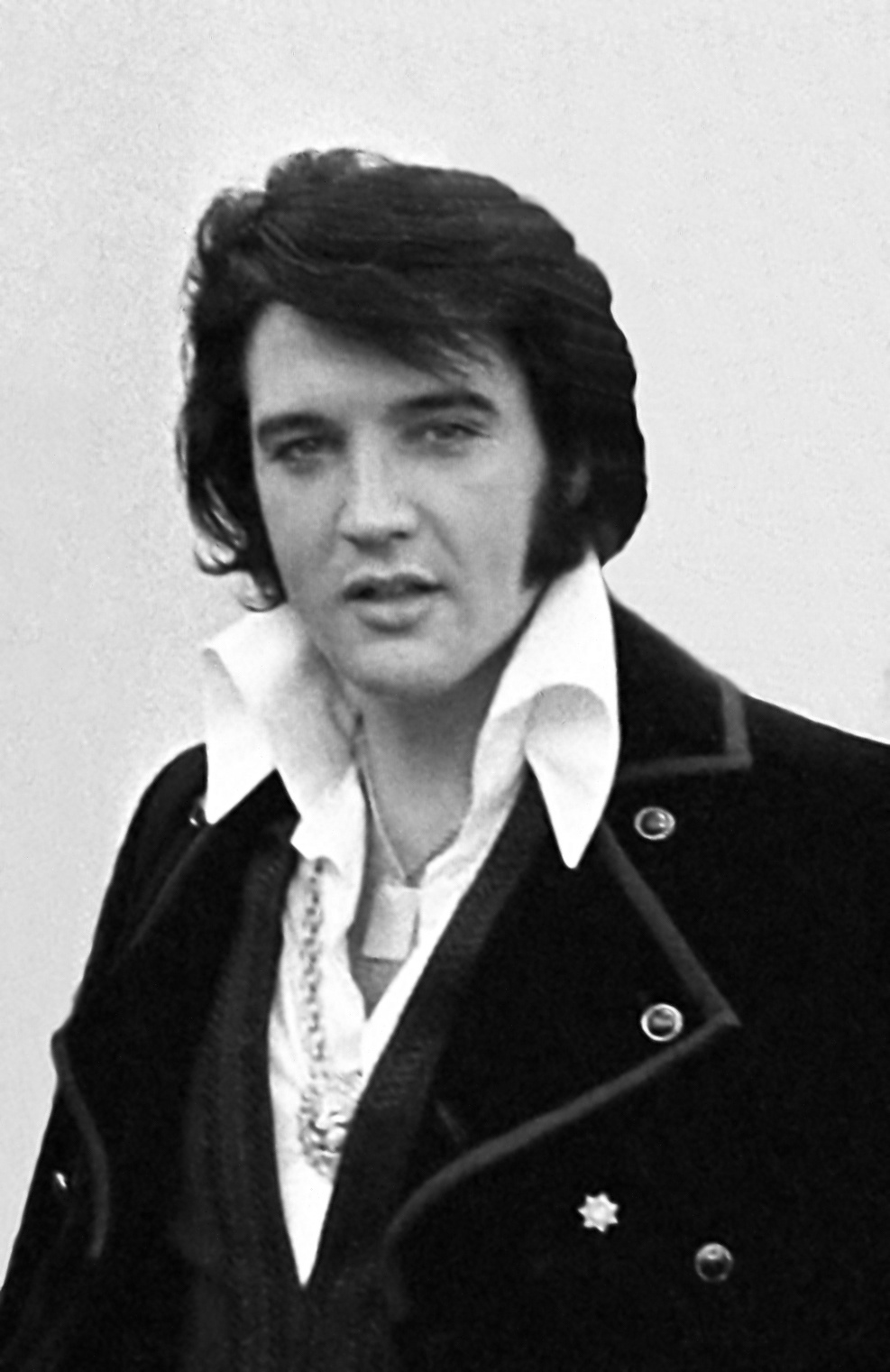
Elvis Presley, 1970.

Elvis has left the building, engelska för "Elvis har lämnat byggnaden", är en fras som användes efter framträdanden av Elvis Presley för att meddela fans som väntade på extranummer att ytterligare väntan skulle vara förgäves.
Frasen användes först av promotor Horace Logan vid Hirsch Memorial Coliseum på mässområdet i Shreveport, Louisiana, den 15 december 1956. Presley hade dykt upp mitt i kvällens arrangemang och Logan behövde tysta publiken så att de återstående artisterna kunde spela. 
| ”                              | All right, all right, Elvis has left the building. I've told you absolutely straight up to this point. You know that. He has left the building. He left the stage and went out the back with the policemen and he is now gone from the building. | „ |
| Horace Logan 15 december 1956. | |   |

Al Dvorin, agent till Elvis, gjorde frasen berömd, och den kan höras på flera liveinspelningar.
I dagens engelska används frasen i överförd bemärkelse i många andra sammanhang, bland annat för att beskriva att en person har avslutat ett engagemang.